# シーシン
シーシン親王は、アユタヤ王朝の君主の1人。チャイラーチャー王の息子で、ヨートファー親王の弟。ヨートファー親王が母親のシースダーチャンとパン・ブットシーテープ（後のウォーラウォンサー王）に処刑されたので王位に就いたが、まもなくパン・ブットシーテープが王位に就いた。
なお、ソンタムの幼名もシーシンである。また、ソンタムの弟プラパン・シーシンにもシーシンの名が見える。